# Marian Julian Pakulski
Marian Julian Pakulski pseud. Leopold, Konrad, Delval, Leopold Delval (ur. 24 stycznia 1895 w Kamienicy Polskiej, zm. prawdopodobnie w 1937 w ZSRR) – działacz komunistyczny.
Syn Ludwika i Marii z Szołowskich. Uczył się w gimnazjum Polskiej Macierzy Szkolnej w Płocku, gdzie działał w Związku Młodzieży Postępowej i współpracował z jego pismem "Do dzieła". Od 1911 członek PPS-Lewicy. W czasie I wojny światowej członek Komitetu Płockiego PPS-Lewicy i współredaktor "Głosu Robotniczego". Współorganizator Klubu Robotniczego im. Tadeusza Rechniewskiego. Jeden z inicjatorów powołania Rady Delegatów Robotniczych i Żołnierskich w Płocku. Działacz Komisji Oświatowej Rady Delegatów Robotniczych w Płocku. W grudniu 1918 wstąpił do KPP, z której jednak w styczniu 1919 wystąpił z powodu różnicy zdań co do udzielenia poparcia rządu Moraczewskiego. Wkrótce ponownie wstąpił do KPP. Członek Komitetu Okręgowego (KO) KPP w Płocku. Pełnomocnik listy wyborczej Związku Proletariatu Miast i Wsi w płockim okręgowym komitecie wyborczym podczas kampanii wyborczej do sejmu i senatu jesienią 1922. W 1923 wyjechał do Francji, gdzie wstąpił do Francuskiej Partii Komunistycznej (FPK). Redaktor tygodnika "Robotnik Polski we Francji" – pisma Polskich Grup Językowych FPK i Powszechnej Jednościowej Konfederacji Pracy. Od 1924 członek centralnego kierownictwa Polskich Grup FPK. Od 1930 w Moskwie. Uczestnik V Kongresu Czerwonej Międzynarodówki Związków Zawodowych ("Profinternu"), członek komisji do spraw emigrantów i redakcji komisji francuskiej. Pracownik Sekcji Europy Łacińskiej. Brał udział w posiedzeniach Sekretariatu Romańskiego Komitetu Wykonawczego Kominternu. W lutym 1931 wstąpił do WKP(b). Z ramienia "Profinternu" pracował jako jego instruktor w Hiszpanii i w Ameryce Łacińskiej. Autor broszur o kwestii agrarnej w Hiszpanii i o robotnikach-emigrantach. Kierownik Międzynarodowego Klubu we Władywostoku. W 1937 został aresztowany przez NKWD i stracony. W 1956 pośmiertnie zrehabilitowany.